# Ausschuss für Sicherheit und Verteidigung
Der Ausschuss für Sicherheit und Verteidigung (englisch Committee on Security and Defence, französisch Commission sécurité et défense, Abkürzung SEDE) ist einer der 24 Ausschüsse des Europäischen Parlaments. Das Gremium wurde 2004 zu Beginn der 6. Wahlperiode als Unterausschuss des Auswärtigen Ausschusses (AFET) eingerichtet und wurde auf Beschluss des Europäischen Parlaments vom 18. Dezember 2024 mit Wirkung zum 20. Januar 2025 in einen Vollausschuss umgewandelt. Im Juli 2024 wurde Marie-Agnes Strack-Zimmermann zur Vorsitzenden des Unterausschusses für Sicherheit und Verteidigung in der 10. Legislaturperiode (2024–2029) gewählt. Auf der konstituierenden Sitzung des neuen Vollausschusses am 27. Januar 2025 wurde sie zur ersten Vorsitzenden des vollwertigen SEDE-Ausschusses gewählt.

## Funktion
Der Ausschuss für Sicherheit und Verteidigung ist ein nach Artikel 206 der Geschäftsordnung des Europäischen Parlaments eingerichteter ständiger Ausschuss. Die Mitglieder des Gremiums kontrollieren die Sicherheits-, Außen- und Verteidigungspolitik der Europäischen Kommission und entscheiden mit über die Ausgestaltung der Gemeinsamen Sicherheits- und Verteidigungspolitik (GSVP) und der Gemeinsamen Außen- und Sicherheitspolitik (GASP).
Durch die Aufwertung zu einem Vollausschuss im Januar 2025 spielt der SEDE erstmals in der Geschichte des Europäischen Parlaments eine umfassende Rolle in allen parlamentarischen Angelegenheiten, sowohl als politischer Beobachter als auch als Haushaltsakteur und Gesetzgeber (einschließlich der Europäischen Verteidigungsindustriepolitik – EDIP).

## Mitglieder
Für eine aktuelle Liste der Mitglieder siehe den Internetauftritt des Ausschusses.

## Ausschussvorsitzende (Unterausschuss für Sicherheit und Verteidigung – 2004–2025)

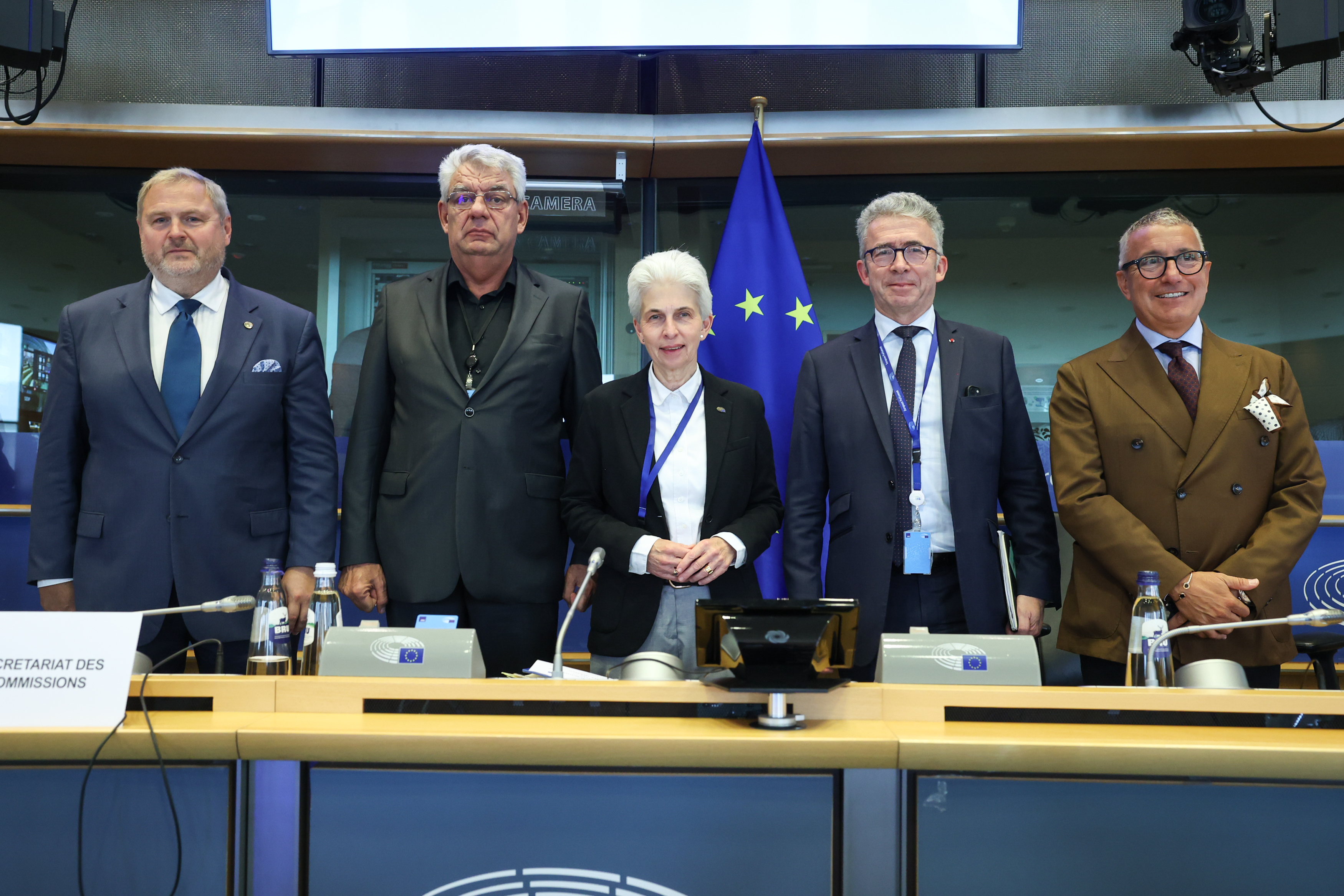
Ausschussvorsitz der 10. Wahlperiode (2024–2029; v. l. n. r.): Riho Terras, Mihai Tudose, Marie-Agnes Strack-Zimmermann, Christophe Gomart und Alberico Gambino

- 1994–1999: Hans-Gert Pöttering (CDU/EVP)
- 1999–Juli 2009: Karl von Wogau (CDU/EVP)[7]
- Juli 2009–Juni 2014: Arnaud Danjean (UMP/EVP)[8]
- Juli 2014–Juli 2019: Anna Fotyga (PiS/EKR)[9]
- Juli 2019–Juni 2024: Nathalie Loiseau (LREM/RE)[10]
- Juli 2024–Januar 2025: Marie-Agnes Strack-Zimmermann (FDP/RE)[2]

## Ausschussvorsitzende (Ausschuss für Sicherheit und Verteidigung – seit 2025)
- Seit Januar 2025: Marie-Agnes Strack-Zimmermann (FDP/RE)[11]